# 6,000 Enemies
6,000 Enemies è un film del 1939 diretto da George B. Seitz.

## Produzione
Il film fu prodotto dalla Loew's (con il nome Loew's Incorporated) e MGM

## Distribuzione
Distribuito dalla Loew's (con il nome Loew's Incorporated) e MGM, il film uscì nelle sale USA il 9 giugno 1939.

### Date di uscita
IMDb
- USA	9 giugno 1939

Alias
- Six Thousand Enemies USA (titolo recensione)